# Wettendorf
Wettendorf ist ein Ortsteil der Gemeinde Obernholz im Landkreis Gifhorn in Niedersachsen.

## Geographie

### Geographische Lage
Wettendorf liegt im Osten der Südheide und im Norden des Landkreises Gifhorn. In Wettendorf entspringt der der 5,8 Kilometer lange Bottendorfer Bach, der nordöstlich von Wierstorf in den Gosebach mündet.

## Geschichte
Im Jahr 1331 wurde Wettendorf (damals noch Wetendhorpe) erstmals urkundlich erwähnt.
In der Franzosenzeit gehörte Wettendorf zum Distrikt Uelzen im Departement der Aller des Königreichs Westphalen. 1885 wurde der Kreis Isenhagen gegründet, dem Wettendorf angehörte. Zuvor gehörte Wettendorf zum Amt Isenhagen.
Im Ersten Weltkrieg verstarben acht Soldaten aus Wettendorf. 1932 wurde der Kreis Isenhagen aufgelöst, seitdem gehört Wettendorf zum Landkreis Gifhorn. Der Zweite Weltkrieg forderte neun Opfer aus Wettendorf.
Im Kalten Krieg war Wettendorf Standort einer Dauereinsatzstellung des Tieffliegermelde- und Leitdienstes der Luftwaffe (DEST TMLD), IV. FmRgt/33.
Am 1. März 1974 wurde Wettendorf in die neugegründete Gemeinde Obernholz eingegliedert.

### Einwohnerentwicklung
| Jahr      | 1910 | 2008 | 2016 |
| --------- | ---- | ---- | ---- |
| Einwohner | 145  | 175  | 147  |

## Religion
Wettendorf ist seit der Reformation protestantisch geprägt, verfügt jedoch über keine Kirche.
Evangelisch-lutherische Einwohner gehören zur Kirchengemeinde Hankensbüttel mit der St.-Pankratius-Kirche in Hankensbüttel, Katholiken gehören zur Pfarrei Wittingen mit der St.-Marien-Kirche in Wittingen.

## Kultur und Sehenswürdigkeiten

### Bauwerke

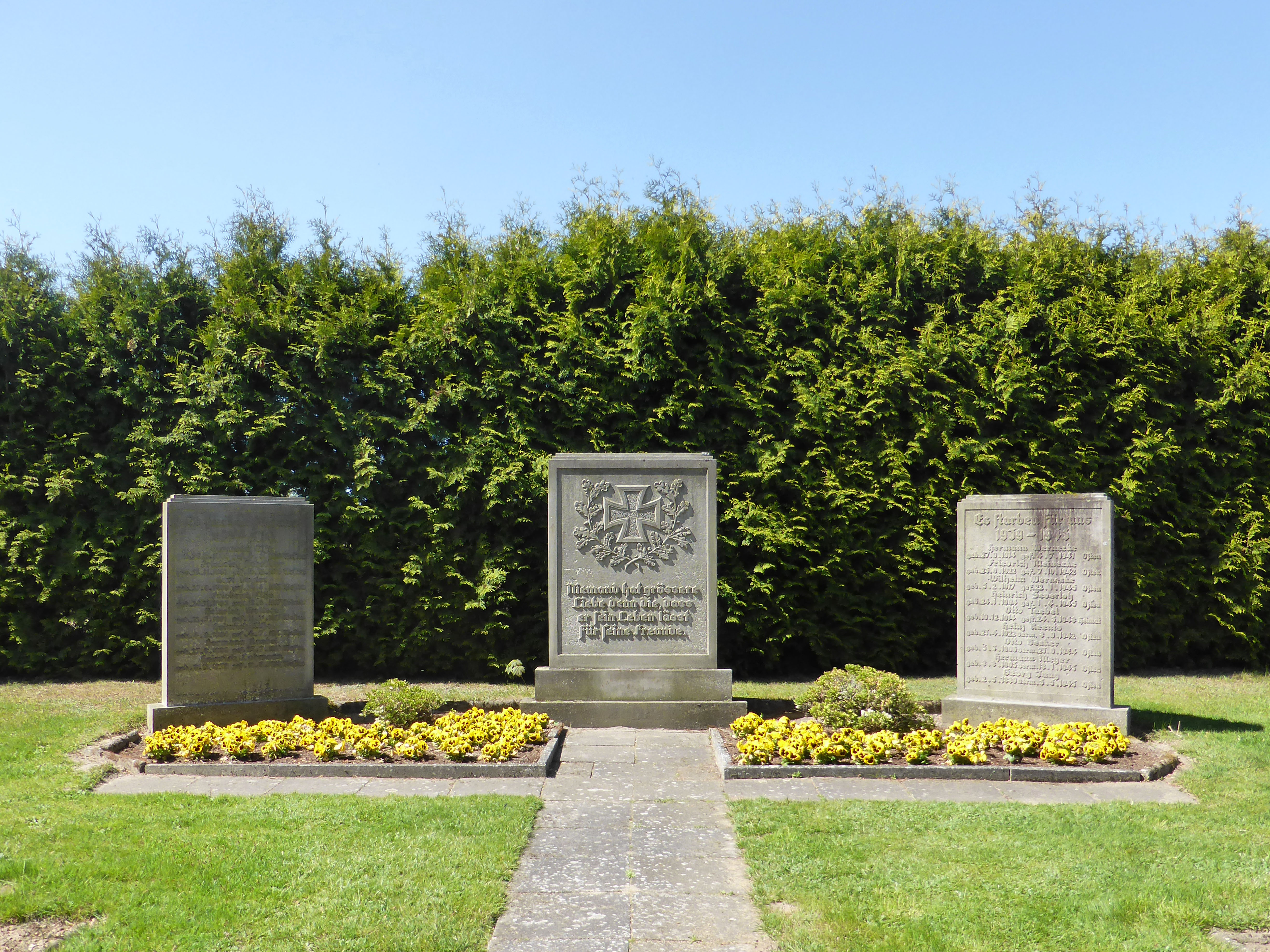
Kriegerdenkmal

Das Kriegerdenkmal steht auf dem Friedhof und erinnert an die Opfer der beiden Weltkriege aus Wettendorf. In der Nähe des Friedhofs steht ein Glockenturm, der durch Umbau einer Transformatorenstation entstand. Die Glocke wurde 1977 in Heidelberg gegossen und wiegt 210 kg.
Einen Kilometer nordwestlich von Wettendorf befindet sich ein Radarturm des ehemaligen Tieffliegermelde- und Leitdienstes der Luftwaffe. Des Weiteren befinden sich dort acht Windkraftanlagen.

### Sport
Der Schützenverein Wettendorf e.V. von 1909 widmet sich dem Sportschießen. Die Sitzungen und Schießwettkämpfe des 1909 gegründeten Vereins fanden im Gasthaus Lahmann statt, bis der Verein 1983 das ehemalige Schulgebäude übernahm und zur Schützenklause umbaute.
Wettendorf verfügt über einen Sportplatz. Sportverein von Wettendorf ist der SV Wettendorf.

### Regelmäßige Veranstaltungen
Das Schützenfest findet am Fest Christi Himmelfahrt statt und wird vom Schützenverein Wettendorf e.V. von 1909 ausgerichtet.

## Wirtschaft und Infrastruktur

### Unternehmen
Wettendorf ist landwirtschaftlich geprägt. In Wettendorf steht ein Postbriefkasten zur Verfügung.
Die Gaststätte Lahmann, die auch Fremdenzimmer anbot, und das Gemischtwarengeschäft Hoffmann wurden geschlossen. Einkaufsmöglichkeiten des täglichen Bedarfs und Gastronomie sind in Wettendorf nicht mehr vorhanden.

### Öffentliche Einrichtungen

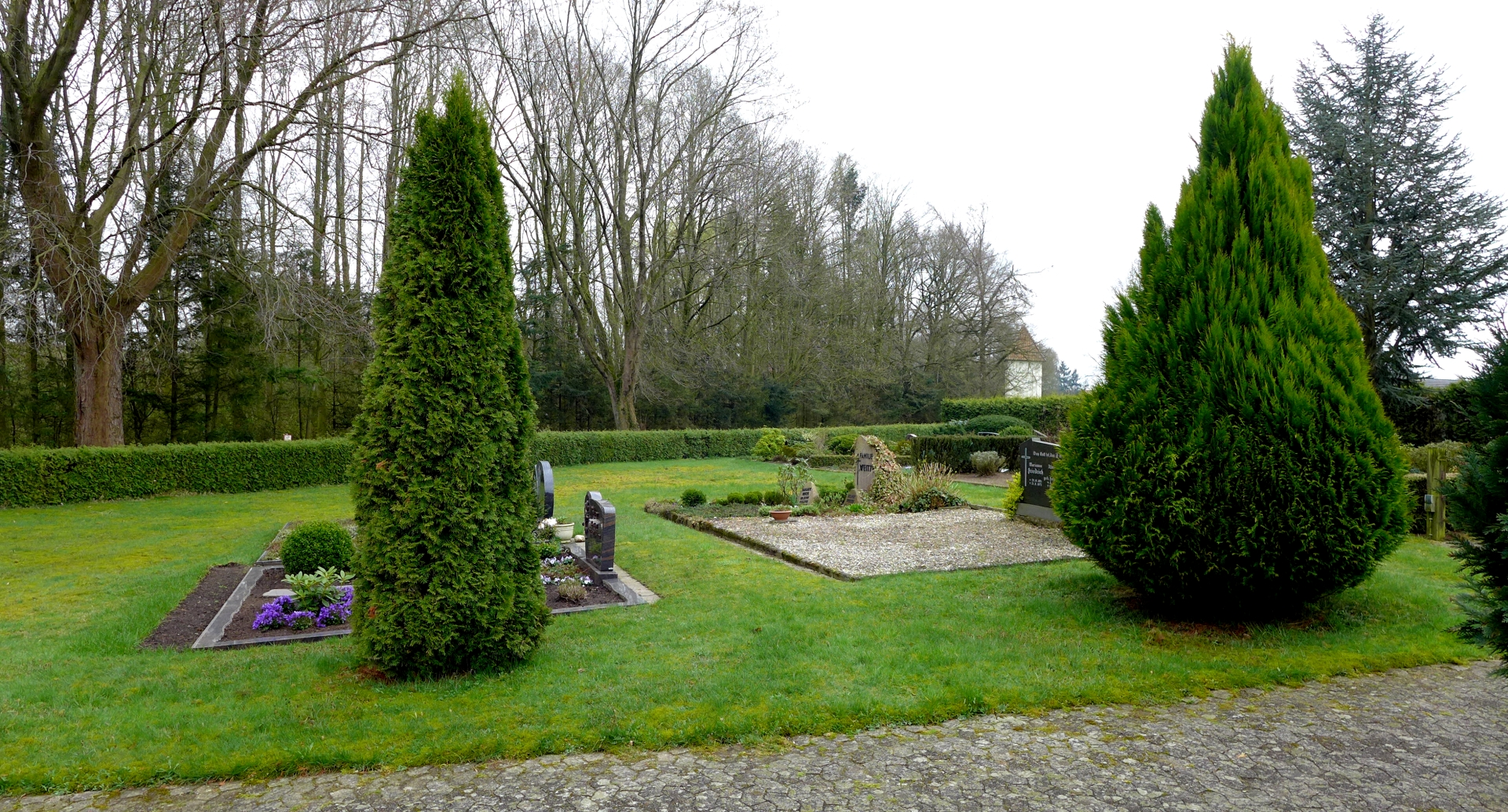
Friedhof

Wettendorf verfügt über einen Friedhof, der sich in Trägerschaft der Samtgemeinde Hankensbüttel befindet. Den Kindern steht ein Spielplatz zur Verfügung.

### Bildung
Die Schule wurde geschlossen, eine Kindertagesstätte ist in Wettendorf nicht vorhanden.

### Verkehr
Durch Wettendorf verläuft die Kreisstraße 13, die in der Ortslage von Wettendorf die Bezeichnung Hauptstraße trägt. Die Kreisstraße 13 beginnt in Schweimke und verläuft über Bottendorf und Wettendorf bis nach Steimke, wo sie an der Kreisstraße 12 endet.
Linienbusse fahren von Wettendorf bis nach Schweimke und Hankensbüttel.